# Nathan Edwin Brill
Nathan Edwin Brill, född 13 januari 1860, död 13 december 1925, var en amerikansk läkare.
Brill studerade i New York, där han tog sin examen 1880. Mellan 1879 och 81 gjorde han praktik på Bellevuesjukhuset och 1882 blev han läkare vid Mount Sinai-sjukhuset. Samma år blev han professor vid College of Physicians and Surgeons. 1898 upptäckte Brill en tidigare oidentifierad form av tyfus kallad återfallstyfus (Brill-Zinssers sjukdom) hos emigranter från Östeuropa utan kroppslöss.
Förutom Brill-Zinssers sjukdom så har Brill även givit namn åt Brills sjukdom, Brill-Symmers sjukdom (tillsammans med Douglas Symmers) och Lederer-Brills sjukdom (tillsammans med Max Lederer).